# Glenn Murcutt
Glenn Murcutt (ur. 25 lipca 1936 w Londynie) – australijski architekt, laureat Nagrody Pritzkera w 2002 i Złotego Medalu American Institute of Architects w roku 2009.

## Młodość
Murcutt urodził się w Wielkiej Brytanii, w czasie podróży pochodzących z Australii rodziców do Europy. Wychował się w prowincji Morobe na Nowej Gwinei, gdzie zainteresował się prostą i prymitywną technicznie architekturą. Ojciec zapoznał go z twórczością Miesa van der Rohe i filozofią Thoreau, co również wywarło na niego wpływ. W latach 1956–1961 studiował architekturę na Technical College przy University of New South Wales, po czym spędził dwa lata na podróżach.

## Kariera
Od 1964 pracował w biurze Ancher, Mortlock, Murray and Woolley, a w 1970 założył własną pracownię. W 1973 odbył kolejną długą podróż po Meksyku, USA i Europie. Glenn Murcutt jest profesorem architektury, mieszka i pracuje w Sydney, wygłasza też gościnnie wykłady na całym świecie. Mimo że prowadzi stosunkowo niewielkie biuro i działa wyłącznie w Australii, wywiera stosunkowo duży wpływ na światową architekturę, głównie poprzez prowadzenie własnej szkoły architektonicznej.
Twórczość Murcutta to niemal wyłącznie domy jednorodzinne, najczęściej w otoczeniu otwartego krajobrazu. Początkowo domy Murcutta były bezpośrednim nawiązaniem do stylu Miesa, później silniej zainteresował się regionalizmem.

## Główne dzieła
- dom własny, 1968
- dom Douglasa Murcutta (brat architekta), 1969
- dom Laurie Short, 1973
- dom Marie Short, 1974
- dom Magney, Bingie Point, 1982-1984
- dom Magney w Paddington w Sydney, 1986-1990
- dom Pratt, 1983-1994
- dom Marika – Alderton, 1990
- dom Simpson-Lee, 1989-1994

## Nagrody
- 2002 Nagroda Pritzkera
- 2009 Złoty Medal American Institute of Architects (AIA)